# برآمدگی دنده‌ای استخوان ترقوه
برآمدگی دنده‌ای استخوان ترقوه یک برآمدگی با سطح خشن در بخش درونی استخوان ترقوه است که بیش از ۲ سانتی‌متر درازا دارد و برای اتصال رباط دنده‌ای‌ترقوه‌ای است.